# Jack Charlton
John "Jack" Charlton, OBE DL, född 8 maj 1935 i Ashington, Northumberland, död 10 juli 2020 i Northumberland, var en engelsk professionell fotbollsspelare och manager samt äldre bror till Bobby Charlton.
Jack Charlton var centerhalv och en av hörnspelarna i Don Revies legendariska Leeds United från 1960- och 1970-talet och spelade totalt 773 matcher varav 629 ligamatcher mellan 1953 och 1973, vilket båda är rekord i antal matcher för klubben. Han gjorde dessutom hela 96 mål under sin karriär vilket är imponerande för en mittback. Trots sin långa spelarkarriär, över 21 år, så var han sin moderklubb Leeds United trogen under hela karriären och var därmed en av de få spelare som enbart spelat för en klubb.
Han blev världsmästare med England 1966, spelade totalt 35 landskamper och gjorde 6 mål för engelska landslaget mellan 1965 och 1970. Charlton hade dessutom en framgångsrik karriär som manager både på klubb- och landslagsnivå, bland annat som förbundskapten när Irlands herrlandslag i fotboll nådde sin största framgång någonsin då de avancerade till kvartsfinal i VM i fotboll 1990. 
Han blev utsedd till Årets fotbollsspelare i England 1967 och Årets manager 1974 som manager för Middlesbrough. Charlton blev bland annat tilldelad den Brittiska Imperieorden OBE, invald i engelsk fotbolls Hall of Fame samt hedersmedborgare i Irland för sina insatser inom fotbollen.

## Tidigt i karriären
Född i en fotbollsfamilj så överskuggades Charlton först av sin yngre bror Bobby, som började i Manchester United medan Jack gjorde sin militärtjänst i kavalleriet. Hans morbröder var fotbollsspelare, Jack Milburn i Leeds United och Bradford City AFC, George Milburn i Leeds United och Chesterfield FC, Jim Milburn i Leeds United och Bradford Park Avenue FC och Stan Milburn i Chesterfield, Leicester City FC och Rochdale AFC, samt den legendariske Jackie Milburn som spelade för Newcastle United FC och England och var kusin till Jacks mor.
Efter att ha slutat som kolgruvearbetare så sökte Jack Charlton arbete inom poliskåren, men blev samtidigt erbjuden att provspela för Leeds United som hade upptäckt honom när han spelade mittback i en amatörmatch. Provspelet kolliderade med anställningsintervjun hos polisen men Charlton valde att spela provmatchen. Han övertygade så pass att han blev erbjuden ett lärlingskontrakt med Leeds och skrev därefter ett proffskontrakt med klubben 1952.
Charlton debuterade i Leeds seniorlag den 25 april 1953 mot Doncaster Rovers FC och hade redan efter två år en given plats i laget.
Leeds spelade i division 2 under större delen av 1950-talet, med laget uppbyggt kring den walesiska legendaren John Charles. Leeds vann uppflyttning till division 1 1957 under Raich Carter, men blev nedflyttade två år senare. Carters dagar som manager var därmed räknade och han ersattes 1961 av Don Revie.
Charlton var orolig över sin framtid i Leeds efter Revies utnämning då de två hade haft skilda uppfattningar när de spelade tillsammans. Vid ett tillfälle hade Revie gått med på att sälja Charlton, men de intresserade klubbarna, bland andra Liverpool och Manchester United, kunde inte matcha det pris som Leeds begärde. De kunde slutligen begrava sina meningsskiljaktigheter och Revie byggde upp Leeds försvarsspel runt Charlton.
Charlton fick Norman Hunter till mittbackskollega 1962, en produkt av klubbens ungdomssatsning. Andra ungdomsspelare under den tiden, Peter Lorimer, Paul Reaney och Billy Bremner, fick också chansen i a-laget och laget vann division 2 1963/64 och därmed uppflyttning till division 1. Leeds gjorde ett omedelbart intryck i högsta divisionen genom att under sin första säsong komma tvåa i ligan på samma poäng men med sämre målskillnad än Manchester United. Samma säsong nådde laget FA-cupfinalen där man förlorade mot Liverpool FC med 1-2 efter förlängning. Charlton, som flyttats upp i anfallet för att ge det tyngd, var den som via en nickskarv skapade chansen där Billy Bremner kunde kvittera Liverpools ledning.

## Internationell karriär samt världsmästare
Då Charlton började närma sig 30-årsåldern blev han uttagen av förbundskaptenen Alf Ramsey att spela för England mot Skottland på Wembley. Matchen slutade 2-2 och Charlton imponerade tillräckligt för att etablera sig i laget. Med England som värd för Fotbolls-VM 1966, bara 12 månader senare, var den uppenbara motivationen att ta chansen att etablera sig i landslaget.
Ramsey stuvade om och ändrade andra delar av landslaget under tiden som fotbolls-VM kom allt närmare, men Charltons samarbete med lagkaptenen Bobby Moore i mittförsvaret förblev oförändrad. Charlton gjorde sitt första landslagsmål för England i en förturnering mot Danmark innan Ramsey fastställde de 22 spelarna att representera England i VM. Charlton var en av de 22 och fick dessutom tilldelat sig tröja nr 5, vilket indikerade att om han inte blev skadad var han förstavalet att spela jäms med Moore.
England spelade oavgjort, 0-0, i sin öppningsmatch mot Uruguay, men kvalificerade sig för fortsatt spel genom vinster mot Mexiko och Frankrike. Matchen mot Frankrike vanns med 2-0 genom två mål av Roger Hunt, ett av dessa som ett resultat av att Charlton nickat i stolpen efter att han hade gått upp i planen för att ge lite längd och tyngd åt anfallsspelet. England besegrade sedan Argentina i kvartsfinalen och ställdes därmed mot Portugal i semifinalen.
Charlton hade fått den svåra uppgiften att hålla Portugals centerforward Torres stången, en uppgift han lyckades med trots att Torres vann en del luftdueller dem emellan. Jack bror Bobby gjorde dock två mål och England hade en betryggande ledning fram till det att Eusébio reducerade på straff sent i matchen efter att Charlton räddat en boll med handen på mållinjen. England lyckades dock behålla ledningen matchen ut och kvalificerade sig till finalen mot Västtyskland.
England vann finalen genom att besegra Västtyskland med 4-2 efter förlängning och blev därmed världsmästare. Matchen är främst ihågkommen det kontroversiella tredje målet för England där Hurst skott tar i ribban och studsar ned, på mållinjen enligt de flesta men där domaren, efter att ha konsulterat linjedomaren, dömde mål. En ihågkommen bild är den av Charlton, 31 år och näst äldst i laget, efter slutsignalen sjunkit ned på knä och med händerna för ansiktet, gråtande av glädje.

## Vunna pokaler och nära missar
Året därefter, 1967, var en säsong blandad med framgång och motgång för Charlton. Leeds vann inga pokaler den säsongen heller och Charlton skadade sig under en landskamp mot Skottland, en match som England förlorade med 2-3 trots att Charlton gjorde ett av målen. Säsongen avslutades dock på bästa sätt då Charlton blev vald till Årets spelare i engelska ligan och han framtida karriär som inbjuden talare vid middagar grundlades i samband med det tacktal han gav vid prisutdelningen, ett tal som mottogs med stående ovationer från åhörarna.
Charlton fick slutligen vinna en inhemsk pokal med Leeds 1968 i samband med den kontroversiella Ligacupfinal vinsten över Arsenal. Arsenals spelare hävdade att Charlton hade tacklat deras målvakt på ett otillåtet sätt innan bollen gått ut till Terry Cooper, som slog den i mål för matchens enda mål. Leeds vann även Mässcupen (dåvarande UEFA-cupen) samma säsong och Charlton avslutade året genom att spela sin 447:e ligamatch och därmed sätta nytt rekord i antalet ligamatcher för Leeds.
Leeds vann slutligen ligamästerskapet 1969, med Charlton som klippan i försvaret då laget enbart förlorade två matcher under hela säsongen och samtidigt satte nytt poängrekord för ligavinnare i division 1. Året därefter så jagade Leeds trippeln, det vill säga att vinna ligan, FA-cupen och Europacupen under samma säsong, vilket inget engelskt lag mäktat med dessförinnan, men laget lyckades inte vinna någon.
Everton blev för svåra i ligan där Leeds fick nöja sig med andraplatsen, Celtic FC besegrade dem i semifinalen av Europacupen och Leeds förlorade FA-cupfinalen mot Chelsea efter omspel. I omspelet hade Charlton ovetande nickskarvat ett långt inkast tvärs över eget målområde mot bortre stolpen där David Webb enkelt kunde nicka i mål för Chelseas segermål. Charlton var så arg att han vägrade hämta sin silvermedalj efteråt. I den första finalmatchen hade han gett Leeds ledningen med 1-0, men Chelsea hade lyckats kvittera samt därefter vinna omspelsmatchen.
Under sommaren 1970 hade Ramsey inkluderat Charlton bland de 22 spelare att representera England i Fotbolls-VM 1970. Charlton var dock inte förstavalet som Moores mittbackspartner utan valet föll på Evertons Brian Labone efter en serie stabila insatser under Europamästerskapet i fotboll 1968 två år innan. Charlton spelade sin 35:e och sista landskamp vid vinsten i gruppspelet mot Tjeckoslovakien. England förlorade kvartsfinalen mot Västtyskland och på planet hem bad båda bröderna Charlton att Ramsey inte skulle ha dem i beaktande för landslagspel i framtiden. Charlton avslutade därmed sin landslagskarriär som  innefattat totalt 35 landskamper och 6 mål, inklusive två världsmästerskap, mellan 1965 och 1970.

## Höjdpunkter under slutet av spelarkarriären
I oktober 1970 väckte Charlton uppståndelse genom att i ett fotbollsprogram på TV påstå att han hade ”en liten svart bok” med namn på spelare som han tänkte åsamka skada eller ta någon form av revansch på, från sina dagar som spelare. Han klargjorde dock vid ett senare tillfälle att han bara använt det som en metafor och att han inte hade någon sådan bok.
Leeds vann återigen Mässcupen 1971, men förlorade ligamästerskapet till Arsenal. Säsongen därpå vann Leeds slutligen FA-cupen och Charlton kompletterade sin samling av inhemska troféer med sista återstående medaljen.
Han spelade dock med en svår skada under FA-cup semifinalen 1973 vilket gjorde att han missade resten av säsongen och därmed FA-cupfinalen samt Cupvinnarcup-finalen samma år. Han kämpade hårt för att komma tillbaks inför finalen men lyckades inte och bestämde sig därmed att sluta spela fotboll. Han var då 38 år gammal och hade avslutat sin 20:e säsong i Leeds. Charlton avslutade därmed en spelarkarriären som innefattat 773 matcher varav 629 ligamatcher och 96 mål för Leeds, vilket är rekord i antal matcher för klubben. Han spelade 21 år i klubben och var Leeds United trogen under hela karriären, en av de få spelare som enbart spelat för en klubb.

## Karriär som klubbmanager
På sin 38:e födelsedag 1973 blev han erbjuden jobbet som manager i Middlesbrough som spelade i division 2. Han antog erbjudandet och ledde den till uppflyttning och blev utsedd till Årets Manager i England. Det var första gången utmärkelsen getts till någon manager utanför första divisionen. Han befäste Middlesbroughs position i division 1 och skapade sig ett rykte om att anamma en extrem defensiv taktik, speciellt under bortamatcher.
Charlton sade upp sig från Middlesbrough i april 1977, och sökte utan framgång jobbet som engelsk förbundskapten, som hans för detta manager i Leeds, Don Revie, lämnat under kontroversiella former. Charlton tog istället över som manager för Sheffield Wednesday och ledde dem till uppflyttning från division 3.
Han sa upp sig från Wednesday 1983 samtidigt som de nått semifinal i FA-cupen och året innan de vann uppflyttning till division 1). Han återgick tillfälligt till Middlesbrough, året efter att de blivit nedflyttade till division 2, innan han blev manager för Newcastle United. Det varade dock inte länge, han sade upp sig efter ett år på posten efter de första tecknen på missnöje bland lagets supportrar.

## Irländska landslaget
Charlton tillbringade en del tid utanför fotbollen innan han blev erbjuden jobbet som förbundskapten för Irländska landslaget. 
Irland hade ett starkt landslag med framträdande spelare som Liam Brady, Ronnie Whelan, Mark Lawrenson, Paul McGrath och David O'Leary, men hade aldrig lyckats kvalificera sig till någon större turnering. I maj 1986 vann Irland Iceland Triangular Tournament under Charltons fjärde match som förbundskapten.
Irland kvalificerade sig dessutom till Europamästerskapet i fotboll 1988 i Tyskland och där de lottades in i samma grupp som England, Sovjetunionen och Nederländerna.
Ett tidigt mål av Houghton i Irlands första match mot England var tillräckligt för att vinna matchen med 1-0, trots att England hade merparten av spelet och målchanserna. Irland spelade därefter oavgjort 1-1 mot Sovjetunionen men slogs ut efter att ha förlorat sista matchen i gruppspelet med 0-1 mot Nederländerna.
Charlton fick därmed utmärkelsen som den näst bäste managern i världen 1988 (World Soccer Manager of the Year awards).
Irland kvalificerade sig därefter för första gången till Fotbolls-VM vid VM i Italien 1990. De lottades in i samma grupp som England, Egypten och Nederländerna. Irländarna kvalificerade sig till nästa omgång trots att de inte lyckades vinna någon av de 3 matcherna i gruppspelet. Dom spelade 1-1 mot England, 0-0 mot Egypten och 1-1 mot Nederländerna. Irland vann mot Rumänien i andra omgången efter 0-0 och straffar, och fick därefter möta påven Johannes Paulus II i Vatikanen. Charlton erkände dock att han slumrat till vid ett tillfälle i väntan på mötet på grund av värmen och att de varit tvungna att sitta stilla på samma plats under en längre tid.
Irland förlorade till slut mot hemmanationen Italien med 0-1 i kvartsfinalen, men väl tillbaka i Dublin möttes de av mer än 500 000 jublande supportrar som kantade stadens gator och välkomnade laget efter landets första VM-slutspel någonsin.
Irland misslyckades med att kvalificera sig till Europamästerskapet i fotboll 1992, trots att man inte förlorade någon match under kvalspelet. Lagets lyckades dock kvalificera sig till Världsmästerskapet i fotboll 1994 i USA, och besegrade blivande finalisterna Italien med 1-0 i första gruppspelsmatchen. Under lagets andra match mot Mexiko hade Charlton en ordväxling med linjemannen som hindrade inhopparen John Aldridge att beträda planen i en match som Mexiko slutligen vann med 2-1. Charlton bötfälldes för incidenten (Charlton hävdade i sin självbiografi att han aldrig betalade böterna) och blev avstängd från sista gruppspelsmatchen mot Norge i New York. Han fick titta på matchen från läktaren och fick se sitt Irland spela oavgjort 0-0 vilket var tillräckligt för att de skulle gå vidare till andra omgångens åttondelsfinal. Irland mötte där Nederländerna och förlorade med 0-2 och var därmed utslagna ur turneringen.
Irland lyckades inte att kvala in till Europamästerskapet i fotboll 1996, trots en stark inledning av kvalspelet där man vann sina tre inledande matcher inklusive en 4-0-seger mot Nordirland. I fjärde matchen nådde de bara oavgjort 1-1 i returmötet mot Nordirland, och därefter haltade spelet märkbart. De besegrade favoriterna Portugal för att därefter enbart nå oavgjort 0-0 mot lilla Liechtenstein och sedan förlora båda matcherna mot Österrike med 1-3. De lyckades dock besegra Lettland men behövde dessutom vinna borta mot Portugal för att vara direktkvalificerade men förlorade matchen med 0-3. De blev dock grupptvåa och fick därmed spela en direkt avgörande kvalmatch mot Nederländerna där vinnaren skulle kvalificera sig till EM-slutspelet. I en match där känslorna svallade förlorade dock Irland med 0-2 och var därmed utslagna. Charlton sade upp sig kort efter Nederländerna-matchen och hans enda kontakt med fotbollen därefter var som expertkommentator och middagstalare.
Charlton tilldelades utmärkelsen ”the freedom of the city of Dublin” 1994 av stadens borgmästare Tomás Mac Giolla.

## Privatliv
Charlton gifte sig med Pat den 6 januari 1958, en månad innan den omtalade flygolyckan i München då mer än 20 personer dog och där hans yngre bror Bobby Charlton, som var bröllopsmarskalk vid bröllopet, skadades. Personliga utmärkelser som han tilldelats innefattar en OBE samt, 1996, då han ärades med irländskt hedersnationalitet, en titel som berättigar till fullvärdig nationalitet och den högsta utmärkelsen som irländska staten delar ut och som ytterst sällan delas ut. 1994 tilldelades han Freeman of the city of Dublin samt Hedersdoktor vid Universitet av Limerick. 1997 tilldelades han Deputy Lieutenant of Northumberland. Charlton valdes 2005 in i engelsk fotbolls "Hall of Fame" som ett erkännande för hans bidrag till engelsk fotboll.
En fullskalig staty av honom har rests vid Cork Airport i Irland, där han sitter i sin fiskeutrustning uppvisande en nyfångad lax.

## Meriter
- Världsmästare i fotboll med England vid Fotbolls-VM 1966
- Årets fotbollsspelare i England (FWA) 1967
- Årets manager i engelsk fotboll 1974 ("English Manager of the Year 1974")

Charltons meriter i form av vunna pokaler och medaljer, samtliga vunna under hans tid i Leeds
| Mästerskap              | Antal titlar | Klubb        | Säsong/Årtal                                                   |
| ----------------------- | ------------ | ------------ | -------------------------------------------------------------- |
| Ligamästare             | 1            | Leeds United | 1968/69 (ligatvåa 1964/65, 1965/66, 1969/70, 1970/71, 1971/72) |
| Ligamästare division 2  | 1            | Leeds United | 1963/64                                                        |
| FA-cupmästare           | 1            | Leeds United | 1972 (finalist 1965, 1970)                                     |
| Ligacupmästare          | 1            | Leeds United | 1968                                                           |
| Mässcup-mästare         | 2            | Leeds United | 1968, 1971 (finalist 1967)                                     |
| Charity Shields-mästare | 1            | Leeds United | 1969                                                           |

### Matcher och målstatistik
Charltons karriär i form av spelade matcher och mål.
| Klubb statistik      | Klubb statistik      | Klubb statistik      | Liga  | Liga | Cup    | Cup    | Ligacup | Ligacup | Öv cup         | Öv cup         | Europeisk cup | Europeisk cup | Europeisk cup | Europeisk cup | Europeisk cup | Europeisk cup | Totalt | Totalt |
| England              | England              | England              | Liga  | Liga | FA cup | FA cup | Ligacup | Ligacup | Charity Shield | Charity Shield | Europacupen   | Europacupen   | Cupvinnar     | Cupvinnar     | UEFA          | UEFA          | Totalt | Totalt |
| Säsong               | Klubb                | Liga                 | Match | Mål  | Match  | Mål    | Match   | Mål     | Match          | Mål            | Match         | Mål           | Match         | Mål           | Match         | Mål           | Match  | Mål    |
| -------------------- | -------------------- | -------------------- | ----- | ---- | ------ | ------ | ------- | ------- | -------------- | -------------- | ------------- | ------------- | ------------- | ------------- | ------------- | ------------- | ------ | ------ |
| 1952/53              | Leeds United         | Division 2           | 1     | 0    | 0      | 0      | -       | -       | -              | -              | -             | -             | -             | -             | -             | -             | 1      | 0      |
| 1953/54              | Leeds United         | Division 2           | 0     | 0    | 0      | 0      | -       | -       | -              | -              | -             | -             | -             | -             | -             | -             | 0      | 0      |
| 1954/55              | Leeds United         | Division 2           | 1     | 0    | 0      | 0      | -       | -       | -              | -              | -             | -             | -             | -             | -             | -             | 1      | 0      |
| 1955/56              | Leeds United         | Division 2           | 34    | 0    | 1      | 0      | -       | -       | -              | -              | -             | -             | -             | -             | -             | -             | 35     | 0      |
| 1956/57              | Leeds United         | Division 1           | 21    | 0    | 1      | 0      | -       | -       | -              | -              | -             | -             | -             | -             | -             | -             | 22     | 0      |
| 1957/58              | Leeds United         | Division 1           | 40    | 0    | 1      | 0      | -       | -       | -              | -              | -             | -             | -             | -             | -             | -             | 41     | 0      |
| 1958/59              | Leeds United         | Division 1           | 39    | 1    | 1      | 0      | -       | -       | -              | -              | -             | -             | -             | -             | -             | -             | 40     | 1      |
| 1959/60              | Leeds United         | Division 1           | 41    | 3    | 1      | 0      | -       | -       | -              | -              | -             | -             | -             | -             | -             | -             | 42     | 3      |
| 1960/61              | Leeds United         | Division 2           | 41    | 7    | 1      | 0      | 4       | 1       | -              | -              | -             | -             | -             | -             | -             | -             | 46     | 8      |
| 1961/62              | Leeds United         | Division 2           | 34    | 9    | 2      | 1      | 3       | 2       | -              | -              | -             | -             | -             | -             | -             | -             | 39     | 12     |
| 1962/63              | Leeds United         | Division 2           | 38    | 2    | 3      | 1      | 1       | 1       | -              | -              | -             | -             | -             | -             | -             | -             | 42     | 4      |
| 1963/64              | Leeds United         | Division 2           | 25    | 3    | 0      | 0      | 2       | 0       | -              | -              | -             | -             | -             | -             | -             | -             | 27     | 3      |
| 1964/65              | Leeds United         | Division 1           | 39    | 9    | 8      | 1      | 2       | 0       | -              | -              | -             | -             | -             | -             | -             | -             | 49     | 10     |
| 1965/66              | Leeds United         | Division 1           | 40    | 6    | 2      | 0      | 1       | 0       | -              | -              | -             | -             | -             | -             | 11            | 2             | 54     | 8      |
| 1966/67              | Leeds United         | Division 1           | 28    | 5    | 6      | 2      | 4       | 0       | -              | -              | -             | -             | -             | -             | 7             | 0             | 45     | 7      |
| 1967/68              | Leeds United         | Division 1           | 34    | 5    | 4      | 1      | 5       | 1       | -              | -              | -             | -             | -             | -             | 11            | 1             | 54     | 8      |
| 1968/69              | Leeds United         | Division 1           | 41    | 3    | 2      | 0      | 2       | 0       | -              | -              | -             | -             | -             | -             | 7             | 4             | 52     | 7      |
| 1969/70              | Leeds United         | Division 1           | 32    | 3    | 9      | 1      | 2       | 1       | 1              | 1              | 7             | 0             | -             | -             | -             | -             | 51     | 6      |
| 1970/71              | Leeds United         | Division 1           | 41    | 6    | 4      | 0      | 1       | 0       | -              | -              | -             | -             | -             | -             | 10            | 3             | 56     | 9      |
| 1971/72              | Leeds United         | Division 1           | 41    | 5    | 5      | 1      | 4       | 0       | -              | -              | -             | -             | -             | -             | 1             | 0             | 51     | 6      |
| 1972/73              | Leeds United         | Division 1           | 18    | 3    | 1      | 0      | 4       | 1       | -              | -              | -             | -             | 2             | 0             | -             | -             | 25     | 4      |
| Totalt, Leeds United | Totalt, Leeds United | Totalt, Leeds United | 629   | 70   | 52     | 8      | 35      | 7       | 1              | 1              | 7             | 0             | 2             | 0             | 47            | 10            | 773    | 96     |